# Campeonato Mato-Grossense de Futebol de 1954
O Campeonato Mato-Grossense de Futebol de 1954 foi campeonato de futebol de Mato Grosso. A competição foi organizada pela Federação Mato-Grossense de Futebol e o campeão foi o Mixto.

## Participantes
O Campeonato Mato-Grossense de Futebol de 1954 teve cinco participantes, todos do município de Cuiabá.
- Americano-MT
- Atlético MT
- Dom Bosco
- Mixto
- Palmeiras MT

## Premiação
| Campeão Mato-Grossense de 1954 |
| Cuiabá                         |
| ------------------------------ |
| MIXTO (8º título)              |